# Pierre à briquet

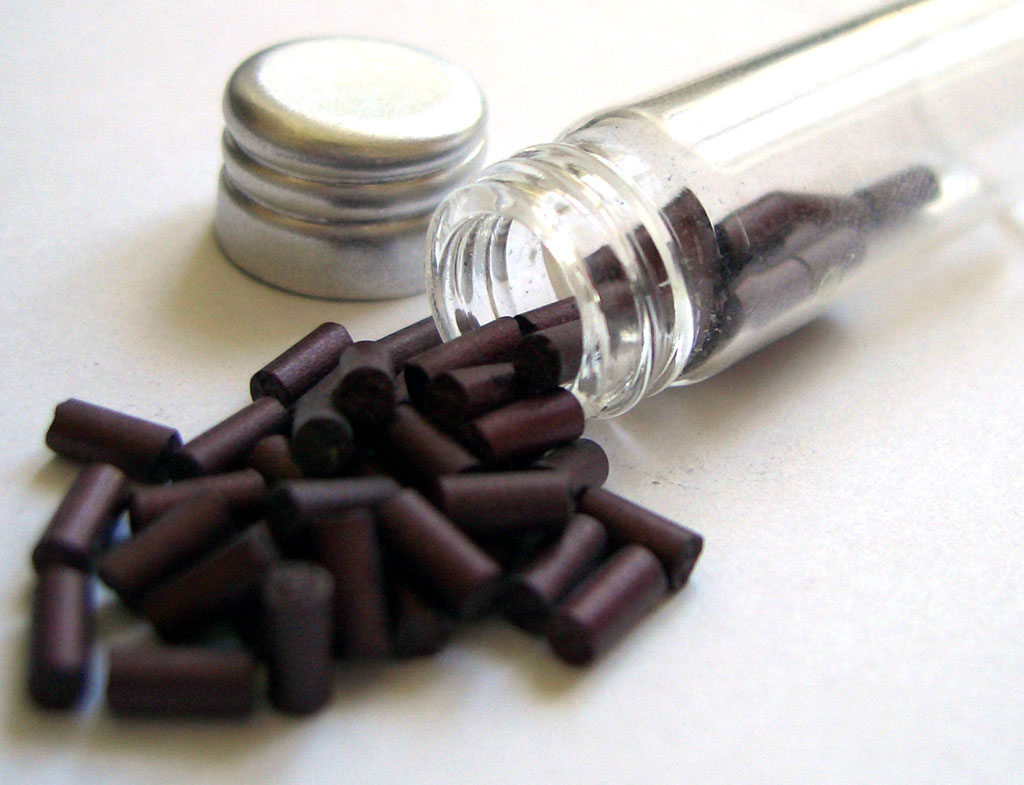
Lot de pierres à briquet.

La pierre à briquet ou ferrocérium est un alliage métallique artificiel composé de 30 % de fer pour 70 % de mischmétal (45 à 50 % de cérium, 25 % de lanthane, 15 à 20 % de néodyme et 5 % de praséodyme). Il engendre une gerbe d'étincelles (pyrophoricité) lorsqu'il est frotté contre une surface rugueuse et suffisamment dure, comme de l'acier strié. On l'appelle ainsi parce qu'il est utilisé pour cette propriété dans les briquets modernes. C'est un alliage constitué de mischmétal, trop mou pour donner de bonnes étincelles. Il est alors allié à du fer et du magnésium qui forment du ferrocérium plus dur et aussi beaucoup moins réactif à la corrosion que l'alliage de lanthanides purs.

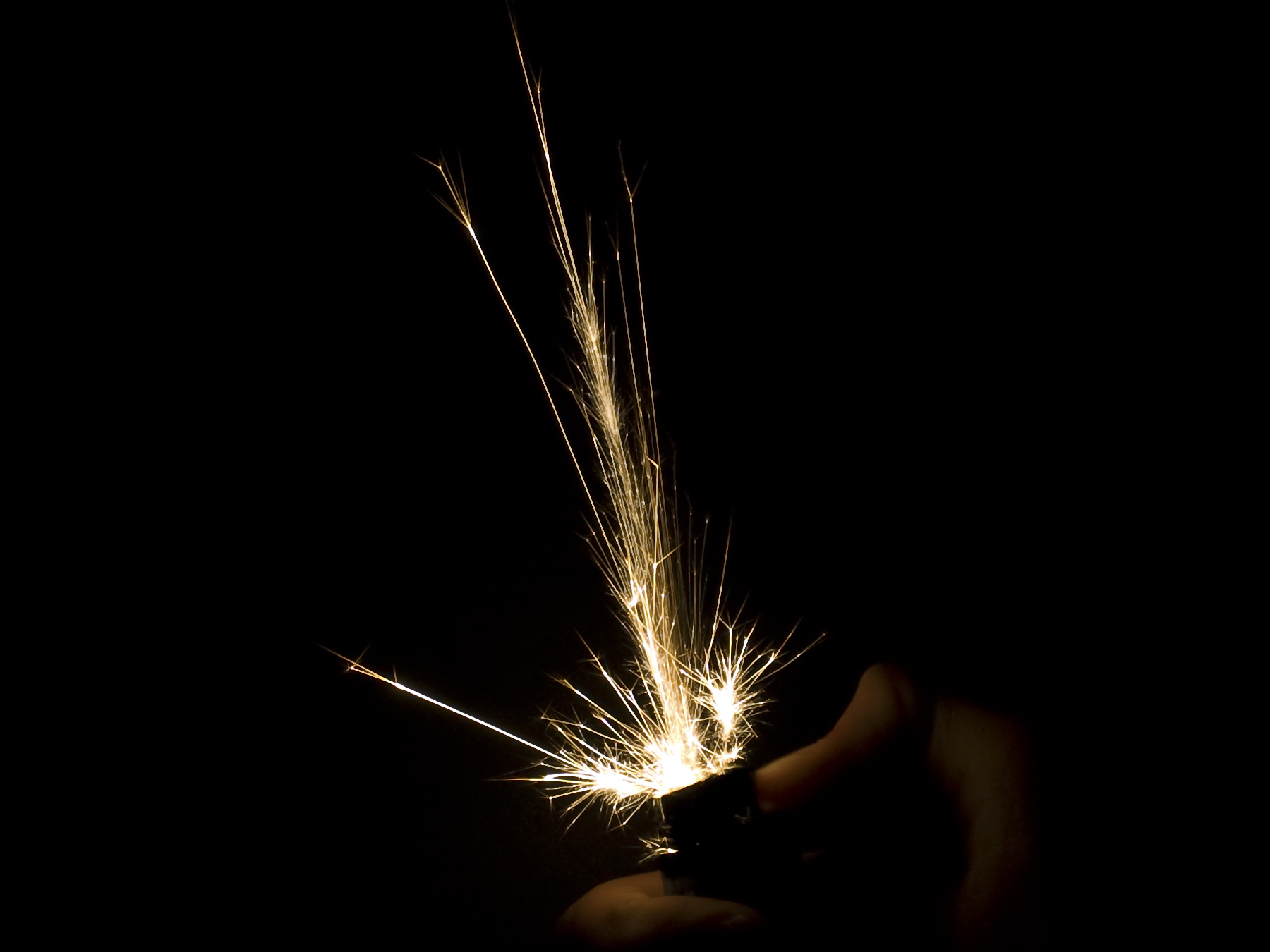
Étincelles d'un briquet utilisant une pierre à briquet.

Dans les briquets modernes, une courte tige de pierre à briquet est pressée par un ressort contre une molette en acier strié. Il suffit alors de faire tourner la molette avec le pouce pour créer des étincelles et mettre le feu au combustible. La pierre à briquet est utilisée selon le même principe que pour le briquet à silex en acier, mais le briquet d'acier est remplacé par la pierre à briquet et le silex par la molette : c'est donc cette dernière qui arrache des particules de la pierre à briquet, et non le contraire.
Ce matériau est aussi utilisé dans la confection du Swedish firesteel.